# Raczyński (herb szlachecki)
Raczyński – polski herb hrabiowski, odmiana herbu Nałęcz, nadany w Prusach.

## Opis herbu
W polu czerwonym chusta srebrna, ułożona w koło, związana u dołu, z opuszczonymi końcami.
Nad tarczą korona hrabiowska, nad którą hełm z klejnotem: Panna w szacie srebrnej, z nałęczką na rozpuszczonych włosach, między dwoma rogami jelenimi, trzymająca się tych rogów.
W trzymaczach dwa orły czarne o orężu, przepaskach i mitrach złotych.
Pod herbem dewiza: Vitam impendere vero (łac. życie poświęcić dla prawdy).

## Najwcześniejsze wzmianki
Nadany z tytułem hrabiowskim Kazimierzowi Raczyńskiemu w Prusach 6 lipca 1798 roku. Kazimierz nie zostawił męskiego potomka, ale jego wnuk po kądzieli, Edward Raczyński, otrzymał potwierdzenie tytułu w 1824 roku Tytuł potwierdzano jeszcze w 1904 roku w Austrii i 1905 w Niemczech.

## Herbowni
hrabia Raczyński.

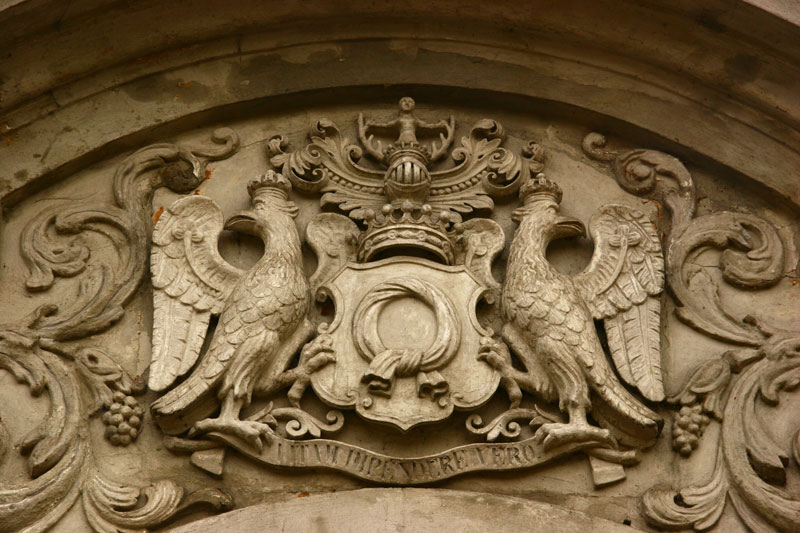
Herb hrabiów Raczyńskich nad wejściem do pałacu w Zielonejgórze
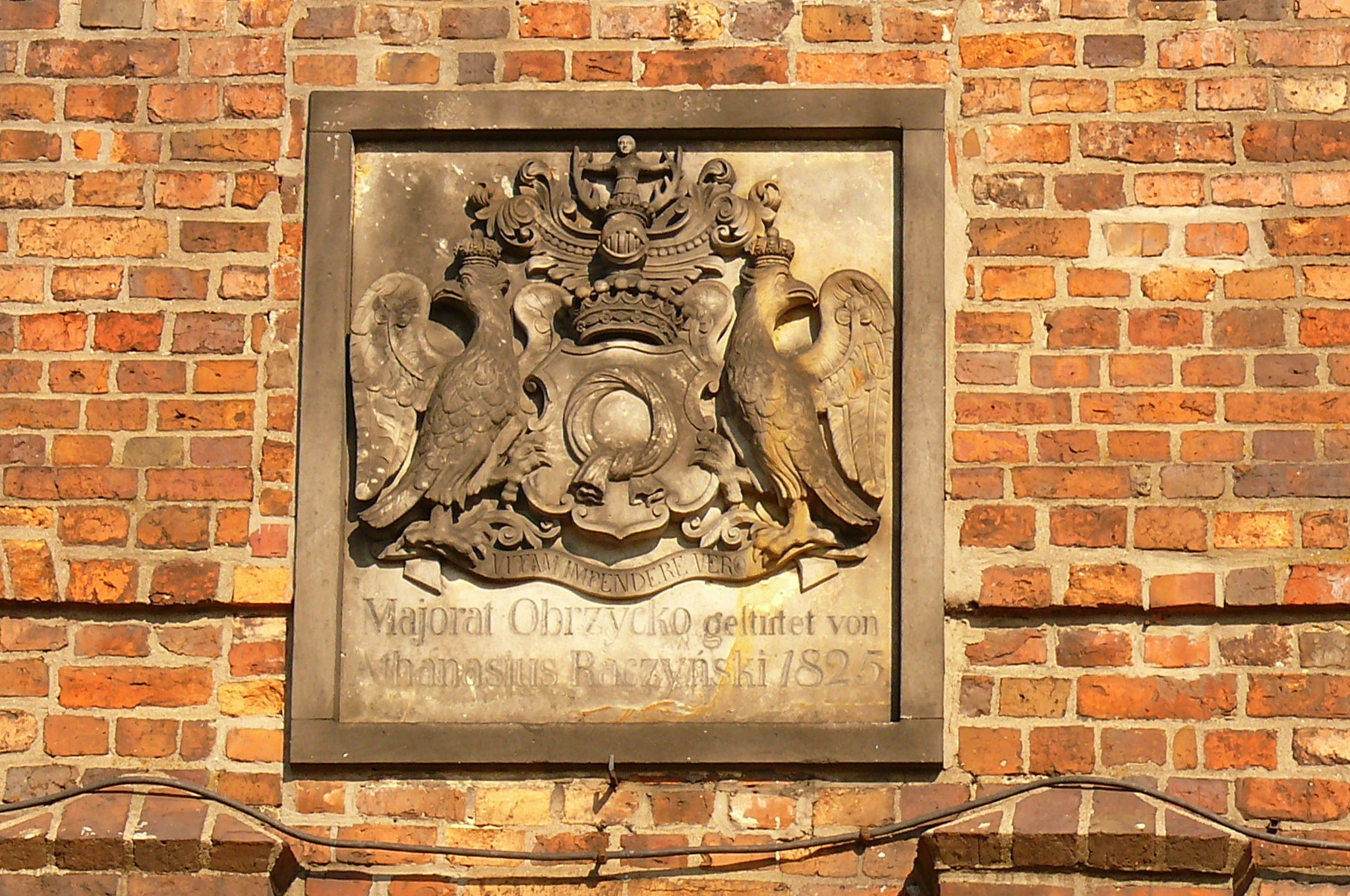
Herb na ratuszu w Obrzycku